# Парламентские выборы в Греции (май 2012)
Парламентские выборы в Греции должны были состояться в 2013 году, через четыре года после предыдущих выборов. Однако при формировании правительства широкой коалиции во главе с беспартийным Лукасом Пападимосом было также утверждено решение о проведении досрочных выборов. Впоследствии выборы ожидались в период между 29 апреля и 13 мая 2012. Наконец 11 апреля Лукас Пападимос во время заседания Кабинета министров объявил окончательную дату выборов — 6 мая 2012.

## Прогнозы
Согласно данным социологических исследований, ведущие политические партии ПАСОК и Новая Демократия за время долгового кризиса потеряли до 50 % своего традиционного электората. Греки настроены голосовать за более мелкие и новообразованные партии — политический блок Коалиция радикальных левых, партии Народный православный призыв и Демократические левые. Также социологи считают, что впервые преодолеть проходной барьер в Греческий парламент может партия неофашистов Хриси Авги.

## Результаты выборов
По итогам выборов партия ПАСОК, которая с 2009 года формировала большинство в парламенте, заняла лишь третье место. Победу одержала Новая Демократия, которая, однако, не получила 151 место, необходимое для формирования большинства. Вместе с тем впервые проходной барьер в 3 % преодолела ультраправая партия Хриси Авги, набрав 7 % голосов.
| Партия                                                                                             | Партия                            | Лидер(ы)                          | Голоса    | %       | +/-          | Места | +/-  |
| -------------------------------------------------------------------------------------------------- | --------------------------------- | --------------------------------- | --------- | ------- | ------------ | ----- | ---- |
| | Новая демократия                  | Антонис Самарас                   | 1 183 851 | 18,9 %  | −14,6        | 108   | ▲17  |
| | Коалиция радикальных левых        | Алексис Ципрас                    | 1 051 094 | 16,8 %  | +12,2        | 52    | ▲39  |
| | ПАСОК                             | Евангелос Венизелос               | 827 459   | 13,2 %  | −30,7        | 41    | ▼119 |
| | Независимые греки                 | Панос Камменос                    | 664 737   | 10,6 %  | новая партия | 33    | ▲33  |
| | Коммунистическая партия Греции    | Алека Папарига                    | 531 293   | 8,5 %   | +1,0         | 26    | ▲5   |
| | Хриси Авги                        | Николаос Михалолякос              | 437 005   | 7,0 %   | +6,7         | 21    | ▲21  |
| | Демократические левые             | Фотис Кувелис                     | 382 650   | 6,1 %   | новая партия | 19    | ▲19  |
| | «Зелёные»                         | комитет шестерых                  | 183 708   | 2,9 %   | +0,4         | 0     | ▬    |
| | Народный православный призыв      | Георгиос Каратзаферис             | 182 023   | 2,9 %   | −2,7         | 0     | ▼15  |
| | Демократический альянс (Греция)   | Дора Бакоянни                     | 160 280   | 2,6 %   | новая партия | 0     | ▬    |
| Правильно заполненные бюллетени                                                                    | Правильно заполненные бюллетени   | Правильно заполненные бюллетени   | 6 271 396 | 97,6 %  |              |       |      |
| Неправильно заполненные бюллетени                                                                  | Неправильно заполненные бюллетени | Неправильно заполненные бюллетени | 116 117   | 1,8 %   |              |       |      |
| Пустые бюллетени                                                                                   | Пустые бюллетени                  | Пустые бюллетени                  | 35 533    | 0,6 %   |              |       |      |
| Итог                                                                                               | Итог                              | Итог                              | 6 423 046 | 100,0 % |              | 300   |      |
| Электорат и явка избирателей                                                                       | Электорат и явка избирателей      | Электорат и явка избирателей      |           | 65,1 %  |              |       |      |
| Источник: Министерство внутренних дел Греции Архивная копия от 21 сентября 2015 на Wayback Machine |                                   |                                   |           |         |              |       |      |
| Примечания                                                                                         |                                   |                                   |           |         |              |       |      |

## Назначение новых выборов
7 мая Президент Греческой Республики Каролос Папульяс встретился с лидером Новой Демократии Антонисом Самарасом и отдал поручение начать процесс формирования коалиционного правительства. Через некоторое после обнародования результатов голосования 7 мая, лидер SYRIZA Алексис Ципрас, который провозгласил курс на отказ от программы европейской финансовой помощи и жёсткой экономии в стране, а также лидер демократических левых Фотис Кувелис заявили о категорическом отказе формировать коалиционное правительство с партиями Новая демократия и ПАСОК.
Поскольку на протяжении трёх дней новый Кабинет министров Греции не был сформирован, по Конституции Греции, партия, получившая вторую позицию по количеству набранных голосов избирателей (Коалиция радикальных левых, SYRIZA), имела право в следующие три дня сформировать правительство. Однако это не удалось и SYRIZA, поэтому в последующие три дня уже лидер партии ПАСОК Эвангелос Венизелос пытался создать свой Кабинет.
Наконец, ни одна из партий-победительниц не создала правительство. Утром 13 мая лидеры партий собрались на совещание у Президента Греции Каролоса Папулиаса, он предложил создать неполитический Кабинет министров. На это предложение согласился даже лидер SYRIZA Алексис Ципрас, однако в конце концов согласия политики не достигли. Компартия Греции подчёркивает, что «в ходе выборов и особенно после выборов 6-го мая СИРИЗА отказалась даже на словах от требования ликвидировать меморандумы и кредитные договоры, превратить в государственную собственность предприятия и т. п. и полностью приспособила свою программу к требованиям буржуазного управления».
Поэтому 15 мая официально было объявлено о проведении новых парламентских выборов в июне 2012 года.